# حمباز
الحمباز أو الحمبزان أو الحنزاب (الاسم العلمي: Emex) هو جنس من النباتات يتبع الفصيلة البطباطية من رتبة القرنفليات.

## أنواع الحمباز
- حمباز شوكي (الاسم العلمي:Emex spinosa)
- حمباز حاد (الاسم العلمي:Emex acuta)
- حمباز جنوبي (الاسم العلمي:Emex australis)